# Tholera popularis
Tholera popularis là một loài bướm đêm trong họ Noctuidae.